# Phare Akra Apolitares
Le phare Akra Apolitares est situé dans le village de Potamos au sud de l'île Anticythère (à mi-chemin entre la Crète et Cythère) en Grèce. Il est achevé en 1926.

## Caractéristiques
Le phare est une tour cylindrique à sa base, tandis que la partie supérieure est conique ; le dôme de la lanterne,  est de couleur verte. Il s'élève à 40 mètres au-dessus de la mer Égée.

## Codes internationaux
- ARLHS[1] : GRE-040
- NGA : 15076
- Admiralty[2] : E 4072

## Source
(en) [PDF] List of lights radio aids and fog signals - 2011 - The west coasts of Europe and Africa, the mediterranean sea, black sea an Azovskoye more (sea of Azov) (la liste des phares de l'Europe, selon la National Geospatial - Intelligence Agency)- Version 2011 - National Geospatial - Intelligence Agency